# Snowdrop Engine
Die Snowdrop Engine ist eine vom schwedischen Entwicklerstudio Massive Entertainment entwickelte Spiel-Engine für den Einsatz innerhalb der Ubisoft Gruppe.

## Entwicklung
Innerhalb von Ubisoft gab es zum Beginn der Entwicklung von Tom Clancy’s The Division keine passende Spiel-Engine für die zu der Zeit aktuellen und kommenden Konsolengeneration. Die Neuentwicklung Snowdrop wurde auf der E3 2013 erstmals vorgestellt. Die Entwicklung der in C++ geschriebenen Engine begann bereits 2009. Auf der Game Developers Conference 2014 wurden erste Details enthüllt. Sie bot Partikeleffekte, realistische Umgebungsbeleuchtung und einen hohen Detailgrad. Unterstützt wurden auch die Nvidia exklusiven Technologien PCSS+ und HFTS zur Darstellung von Schatten. Schärfentiefe, Linseneffekte, Objektdetails sowie Streamingdistanz und windbeeinflusster Schnee lassen sich individuell einstellen.
Später entschied man sich, dass Snowdrop ein zentrales Werkzeug innerhalb der Gruppe werden soll. Die Engine bietet hierfür ausreichende Flexibilität. Als No-Code-Plattform können Spieleinhalte in vielen Fällen auch ohne Programmierer erstellt werden. Hierfür wurde auf ein knotenbasiertes Skriptsystem  zurückgegriffen. So ließen sich auch Spiele verschiedenster Computerspielgenre umsetzen. Dafür werden modulare Komponenten aus einem Schichtsystem ausgetauscht, um etwa für ein Aufbauspiel mit vielen Spielfiguren weniger detailliert darzustellen als einem Third-Person-Shooter.
Tom Clancy’s The Division 2 verwendet die Systeme, die für Schneepartikel geschrieben wurde, weiter für die Darstellung von Staub oder Regen. Auf eine zerstörbare Umgebung wurde zugunsten der Onlinefunktion verzichtet.
Mit Snopdrow VR erweiterte man die Engine für den Einsatz in Virtual-Reality-Spielen.
Für die PC-Fassung von Star Wars Outlaws wurde Raytracing für die globale Beleuchtung und Reflexionen verwendet, wobei RTX Direct Illumination und DLSS Ray Reconstruction unterstützt werden. Des Weiteren werden volumetrische Nebel unterstützt. Unterstützt wird DLSS 3 mit DLSS Super Resolution und Frame Generation. Für den Wechsel von Weltraum zu Planetenoberflächen wurde ein dynamischer Schauplatzwechsel eingeführt.

## Spiele
| Jahr | Titel                                    | Genre                          | Plattformen                                                                       | Entwickler            |
| ---- | ---------------------------------------- | ------------------------------ | --------------------------------------------------------------------------------- | --------------------- |
| 2016 | Tom Clancy's The Division                | Loot-Shooter                   | PlayStation 4, Windows, Xbox One                                                  | Massive Entertainment |
| 2017 | Mario + Rabbids Kingdom Battle           | rundenbasiertes Strategiespiel | Nintendo Switch                                                                   | Ubisoft Milan         |
| 2017 | South Park: Die rektakuläre Zerreißprobe | Rollenspiel                    | Nintendo Switch, PlayStation 4, Windows, Xbox One                                 | Ubisoft San Francisco |
| 2018 | Starlink: Battle for Atlas               | Action-Adventure               | Nintendo Switch, PlayStation 4, Windows, Xbox One                                 | Ubisoft Toronto       |
| 2019 | Tom Clancy's The Division 2              | Loot-Shooter                   | PlayStation 4, Stadia, Windows, Xbox One                                          | Massive Entertainment |
| 2022 | Rabbids: Party of Legends                | Partyspiel                     | Nintendo Switch, PlayStation 4, Stadia, Windows, Xbox One                         | Ubisoft Chengdu       |
| 2022 | Rocksmith+                               | Musikspiel                     | Android, iOS, PlayStation 4, PlayStation 5, Windows                               | Ubisoft San Francisco |
| 2022 | Mario + Rabbids Sparks of Hope           | Strategie-Rollenspiel          | Nintendo Switch                                                                   | Ubisoft Milan         |
| 2023 | Die Siedler: Neue Allianzen              | Aufbau-Echtzeit-Strategiespiel | Nintendo Switch, PlayStation 4, PlayStation 5, Windows, Xbox One, Xbox Series X/S | Ubisoft Düsseldorf    |
| 2023 | Avatar: Frontiers of Pandora             | Action-Adventure               | PlayStation 5, Windows, Xbox Series X/S                                           | Massive Entertainment |
| 2024 | XDefiant                                 | Ego-Shooter                    | PlayStation 5, Windows, Xbox Series X/S                                           | Ubisoft San Francisco |
| 2024 | Star Wars Outlaws                        | Action-Adventure               | PlayStation 5, Windows, Xbox Series X/S, Nintendo Switch 2                        | Massive Entertainment |